# Latifa bint Mohammed Al Maktoum
Latifa bint Mohammed Al Maktoum (Dubai; 5 de dezembro de 1985) é uma das filhas do Emir de Dubai, Mohammed bin Rashid Al Maktoum, com uma de suas esposas, Huriah Ahmed al M’aash.
Ela se tornou famosa em 2018, após a divulgação de um vídeo sobre uma tentativa de fuga frustrada. Levada de volta ao país, ela tem, segundo relatos, sido mantida em prisão domiciliar a mando de seu pai.

## Fuga
Em março de 2018, Latifa Al Maktum anunciou em um vídeo divulgado no YouTube seu desejo de fugir do país. No vídeo ela relatou que havia sido torturada e detida por três anos depois de uma primeira tentativa de fuga quando ainda era adolescente, em 2002. Ela ainda disse que seu pai “destrói a vida de tantas pessoas" e "faço este vídeo, caso isso fracasse”.
O vídeo se tornou público justo após o temido fracasso. Em 24 de fevereiro de 2018, com a ajuda de uma amiga finlandesa, Latifa conseguiu sair de Dubai para embarcar num veleiro americano nas águas de Omã, sultanato vizinho. No entanto, foi capturada na noite de 4 para 5 de março, em águas internacionais frente a Goa, quando o veleiro foi abordado pela marinha indiana, segundo a finlandesa Tiina Jauhiainen. O governo de Dubai confirmou depois que a princesa havia sido “levada de volta para sua família e estava bem”.
Segundo a Human Rights Watch (HRW), à época ela estaria detida, com sua irmã Haya, sofrendo maus-tratos a mando do Emir. Já a organização Detidos em Dubai, com sede no Reino Unido, disse que a “situação das princesas Haya e Latifa mostra faltas graves e abusos legalizados do sistema judiciário dos Emirados, em particular no que diz respeito aos direitos das mulheres”.

## Envolvimento da ONU
A ONU exigiu no dia 20 de abril, num comunicado, uma prova de vida e a libertação da Princesa. O pedido foi feito dois meses após um vídeo ser divulgado pela BBC, na qual a Princesa falou que estava sendo mantida refém. À época, Michelle Bachelet, alta-comissária de Direitos Humanos da ONU, também já havia exigido uma prova de que Latifa estava bem, tendo então o governo do país anunciado que ela estava sendo "cuidada em casa". Em abril, no entanto, comissários da ONU disseram que falar que ela estava sendo cuidada em casa não era suficiente e que era necessária uma prova concreta de que ela estava viva.